# Ganthela
Genre
Ganthela est un genre d'araignées mésothèles de la famille des Liphistiidae.

## Distribution
Les espèces de ce genre sont endémiques de Chine. Elles se rencontrent au Fujian et au Jiangxi,.

## Liste des espèces
Selon World Spider Catalog (version 25.0, 19/06/2024) :
- Ganthela cipingensis (Wang, 1989)
- Ganthela jianensis Xu, Kuntner & Chen, 2015
- Ganthela qingyuanensis Xu, Kuntner & Liu, 2015
- Ganthela venus Xu, 2015
- Ganthela wangjiangensis Xu, Kuntner & Liu, 2015
- Ganthela xianyouensis Xu, Kuntner & Chen, 2015
- Ganthela yundingensis Xu, 2015

## Systématique et taxinomie
Ce genre a été décrit par Xu et Kuntner en 2015 dans les Liphistiidae. Il est placé dans les Heptathelidae par Li en 2022 puis dans les Liphistiidae par Sivayyapram, Kunsete, Xu, Smith, Traiyasut, Deowanish, Li et Warrit en 2024.

## Publication originale
- Xu, Liu, Chen, Ono, Li & Kuntner, 2015 : « A genus-level taxonomic review of primitively segmented spiders (Mesothelae, Liphistiidae). » ZooKeys, no 488, p. 121-151 (texte intégral).